# نادي سودتيرول
نادي جنوب تيرول لكرة القدم (بالألمانية: Fußball Club Südtirol) أو اختصاراً سودتيرول هو نادي كرة قدم إيطالي يقع في مدينة بولزانو بمقاطعة جنوب تيرول.

## وصلات خارجية
- الموقع الرسمي